# Hazara
Cet article concerne la langue hazara. Pour le peuple, voir Hazaras.
Le hazara ou hazaragi (autonyme : ھزارگی, hazāragi, آزرگی, āzərgi, ou zibun-i azoragi, « langue des Hazara ») est un dialecte du persan parlé en Afghanistan. D'autres groupes de Hazaras vivent en Iran, au Pakistan, de même qu'au Tadjikistan  et au Turkménistan.

## Classification
Le hazara fait partie de l'ensemble constitué par les parlers persans et tadjiks. Efimov estime que certains traits de l'hazara le distinguent des parlers persans de l'Afghanistan et du tadjik et le rapproche peut-être davantage du persan du Khorassan.

## Phonologie
Les tableaux montrent la phonologie du dialecte yakaulang du hazara, les voyelles et les consonnes.

### Voyelles
|         | Antérieure   | Centrale     | Postérieure  |
| ------- | ------------ | ------------ | ------------ |
| Fermée  | i [i] ī [iː] |              | u [u] ů [ʊː] |
| Moyenne | e [e] ē [eː] |              | o [o] ō [oː] |
| Ouverte |              | a [a] ā [aː] |              |

### Consonnes
|               |               | Bilabiales | Rétrofl. | Alvéolaires | Alvéolaires | Alvéolaires | Dorsales | Dorsales | Glottales |
| ------------- | ------------- | ---------- | -------- | ----------- | ----------- | ----------- | -------- | -------- | --------- |
| Centrales     | Latérales     | Bilabiales | Rétrofl. | Palatales   | Vélaires    | Uvulaire    |          |          | Glottales |
| Occlusives    | Sourdes       | p[p]       | ṭ [ʈ]    | t [t]       |             |             | k [k]    | q [q]    |           |
| Occlusives    | Sonores       | b [b]      | ḍ [ɖ]    | d [d]       |             |             | g [g]    |          |           |
| Affriquées    | Sourde        |            |          |             |             | č [t͡ʃ]      |          |          |           |
| Affriquées    | Sonores       |            |          |             |             | j [d͡ʒ]      |          |          |           |
| Fricatives    | sourdes       | f [f]      |          | s [s]       |             | š [ʃ]       |          | x [χ]    | h [h]     |
| Fricatives    | sonores       |            |          | z [z]       |             | ž [ʒ]       |          | ɣ [ʁ]    |           |
| Nasales       | Nasales       | m [m]      |          | n [n]       |             |             |          |          |           |
| Liquides      | Liquides      |            |          | r [r]       | l [l]       |             |          |          |           |
| Semi-voyelles | Semi-voyelles | w [w]      |          |             |             | y [j]       |          |          |           |

## Culture en dialecte hazara
En 2012, le réalisateur afghan hazara Abbas Ali Changezi réalise un court métrage en images de synthèse, Buz-e-Chini, qui est le premier film d'animation en dialecte hazara. Le film s'inspire du conte de la chèvre et des trois chevreaux et se déroule dans la province de Bâmiyân.

### Sources et bibliographie
- [Efimov 1965] (ru) B.A. Eфимов, Язык aфганских Хазара, Moscou, Izdaltel'stvo Nauka,‎ 1965
- [Efimov 1997] (ru) B.A. Eфимов, « Хазара язык », dans Языки мира. Иранские языки I. Юго-западные иpaнcкие языки, Moscou, Indrik,‎ 1997 (ISBN 5-85759-048-5), p. 155-166
- (haz + en) A. H. Tariq Malistani, فرهنگ ابتدئی ملی هزارە = Hazaragi - Dari/Farsi - English: a preliminary glossary,‎ 1993 (présentation en ligne, lire en ligne)